# An Kum-ae
An Kum-ae (Hangul: 안금애, Hanja: 安琴愛) (Pyongyang, 3 juni 1980) is een Noord-Koreaans judoka, die haar vaderland tweemaal op rij vertegenwoordigde bij de Olympische Spelen: in 2008 (Peking) en 2012 (Londen).

## Carrière
An won een bronzen medaille bij de wereldkampioenschappen 2005 in de halflichtgewichtklasse nadat ze met moeite de Russische Lyudmila Bogdanova had verslagen. Een jaar later won ze de gouden medaille bij de Aziatische Spelen 2006 door Mönkhbaataryn Bundmaa (Mongolië) in de finale te verslaan. 
Bij de Olympische Zomerspelen 2008 eindigde An op de tweede plaats (zilver), achter de Chinese Xian Dongmei die goud won. Vier jaar later, bij de Olympische Spelen in Londen, behaalde ze een gouden medaille in haar gewichtsklasse (tot 52 kilogram) door in de finale af te rekenen met de Cubaanse Yanet Bermoy.

## Erelijst

### Olympische Spelen
- 2008 Peking, China (– 52 kg)
- 2012 Londen, Verenigd Koninkrijk (– 52 kg)

### Wereldkampioenschappen
- 2005 Caïro, Egypte (– 52 kg)
- 2007 Rio de Janeiro, Brazilië (– 52 kg)

### Aziatische Spelen
- 2006 Doha, Qatar (– 52 kg)
- 2010 Guangzhou, China (– 52 kg)

### Aziatische kampioenschappen
- 2004 Almaty, Kazachstan (– 52 kg)

1992: Almudena Muñoz ·
1996: Marie-Claire Restoux ·
2000: Legna Verdecia ·
2004: Xian Dongmei ·
2008: Xian Dongmei ·
2012: An Kum-ae ·
2016: Majlinda Kelmendi · 
2020: Uta Abe · 
2024: Diyora Keldiyorova